# Storia sacra dell'umanità
Storia sacra dell'umanità (Die heilige Geschichte der Menscheit) è un libro del filosofo ebreo Moses Hess. L'opera fu del tutto ignorata quando fu pubblicata, ma è un'opera significativa non solo come prima espressione compiuta del socialismo di Hess, ma anche come prima espressione del socialismo scritto in Germania. Fu una delle prime opere di Hess, pubblicata nel 1837, e in essa l'autore prevede un futuro socialista in Europa, traendo ispirazione dall'iniziale stato ebraico, in cui la politica era strumentale ai precetti etici.
Hess afferma che l'armonia originaria che gli Ebrei avevano con Dio era sparita, ma adesso gli Ebrei avevano la possibilità di ristabilire quell'armonia attraverso il socialismo. Hess divide l'opera in due unità temporali: il passato e il futuro. Hess definisce il passato come “il fondamento di ciò che deve accadere” e il futuro come “una conseguenza di ciò che è accaduto”. Il passato è diviso in tre parti: l'epoca prima di Cristo è considerata come l'unione inconscia degli Ebrei con Dio, in cui regnava un'armonia fondata sulla comunione dei beni. Cristo dissolve l'armonia, ma la dissoluzione non giunge al culmine fino al Medioevo, che pose le inevitabili fondamenta per la comparsa della proprietà privata nella società moderna. Profondamente influenzato da Spinoza, ebreo anche lui, Hess evidenza il fatto che la Rivoluzione francese prepara la strada per la ricomposizione dell'unità sociale originaria, inizialmente espressa attraverso l'antico stato ebraico, che adesso deve essere ricostituita attraverso la scomparsa della proprietà privata e la ricreata unità di spirito e materia enunciata da Spinoza. Hess descrive il futuro come una società in cui gli ideali di libertà e uguaglianza sono realizzati attraverso il comunismo. Hess esprime la speranza che il cambiamento avvenga con mezzi pacifici, ma temeva che così non sarebbe stato, a causa del divario sempre più grande esistente tra ricchi e poveri.

## Riferimenti
Hess, Moses. The Holy History of Mankindand Other Writings, ed. by Shlomo Avineri. Cambridge University Press, 2005.
McLellan, David. The Young Hegelians and Karl Marx. Frederick A. Praeger Publishers. Page 138.